# Hajrudin Krvavac
Hajrudin Krvavac (Sarajevo, 22. prosinca 1926. – Sarajevo, 11. srpnja 1992.) bosanskohercegovački je redatelj i scenarist.
Od 1948. djelovao je u Bosna filmu. Snimio je znatan broj reklamnih, propagandnih i dokumentarnih filmova te igrane akcijske filmove ratne tematike. Svojim je filmovima najčešće bio scenarist ili koscenarist, a pisao je i scenarije za druge redatelje. Uz Veljka Bulajića, Krvavac je značajan predstavnik žanra partizanskog filma.

## Izbor iz filmografije

### Dokumentarni filmovi
- Skidanje zara i feredže (1949.)
- Uspomene s pruge (1952.)
- Planinci (1954.)
- Djeco, čuvajte se (1961.)
- Mis Zelengrada (1962.)
- Nišani (1981.)
- Golim rukama (1981.)

### Igrani filmovi
- Vrtlog (1964.)
- Diverzanti (1967.)
- Most (1969.)
- Valter brani Sarajevo (1972.)
- Partizanska eskadrila (1979.)

## Nagrade
- Šestotravanjska nagrada Grada Sarajeva[3]
- Srebrna arena za režiju 1972. (na Pulskom filmskom festivalu za film Valter brani Sarajevo)[4]
- Srebrna arena za režiju 1979. (na Pulskom filmskom festivalu za film Partizanska eskadrila)[4]